# Mint 400
La Mint 400 és una cursa de desert que se celebra anualment des de 1968 a Las Vegas, Nevada. Patrocinada inicialment pel The Mint Las Vegas, un hotel i casino propietat de Del Webb, fins al 1977 va ser una cursa tant per a motocicletes com per a vehicles de quatre rodes (buggies, cotxes i camions). A la seva època gaudia de molta popularitat i era coneguda com a «The Great American Desert Race» ('la gran cursa de desert americana'). Interrompuda després de l'edició de 1994, no es va reprendre fins al 2008.

## Història
Del Webb, promotor immobiliari amic de Howard Hughes, era propietari del The Mint, un hotel amb casino situat al centre de Las Vegas. El 1968, el director de promocions de l'establiment, Norm Johnson, va crear «The Mint '400' Del Webb Desert Rally». En aquella primera edició hi van participar 101 vehicles que van recórrer vora 400 milles (640 km) de desert, amb sortida i arribada al Mint Hotel de Las Vegas i aturades a boxes a les etapes d'Ash Meadows, Beatty i Lathrop Wells.

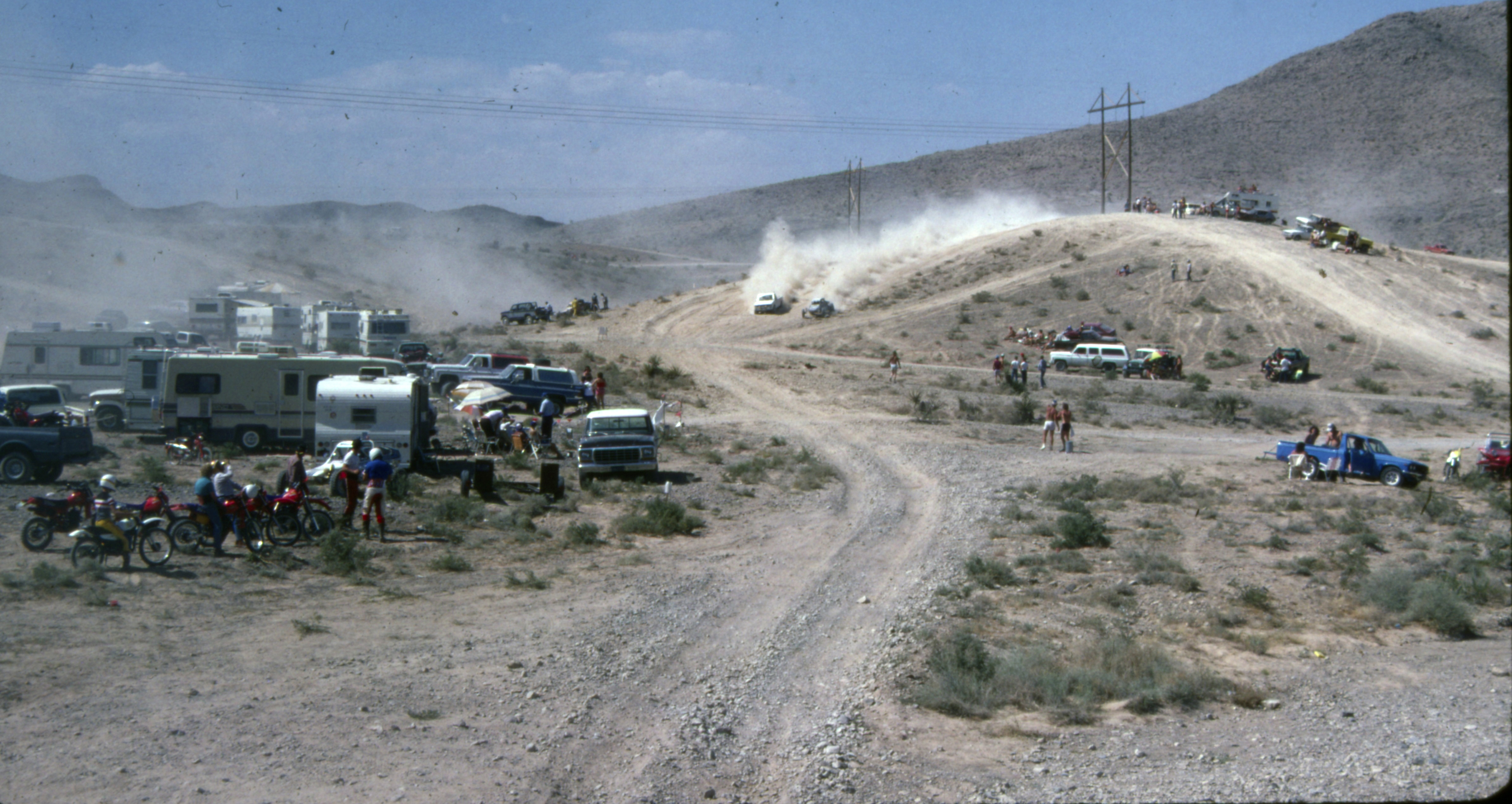
Un moment de la cursa de 1985

El 1988, després que el Mint Hotel & Casino de Del Webb fos adquirit per Jack Binion (propietari del Horseshoe Club) el futur de la Mint 400 va esdevenir incert. Malgrat tot, atès el prestigi i la importància de l'esdeveniment i el benefici econòmic que aportava a la ciutat de Las Vegas, la prova es va seguir disputant dos anys més (1988-1989). Binion, però, va considerar que la cursa i les seves activitats auxiliars al carrer Fremont tenien un impacte negatiu als seus casinos, de manera que després de l'edició de 1989 va deixar d'organitzar-la. Tanmateix, de 1990 a 1994 la cursa va continuar sota el patrocini de Nissan, amb el nom de Nissan 400. La Mint 400 com a tal no va ser represa fins al 29 de març de 2008, aquest cop per part de l'habitual patrocinador de la històrica prova General Tire amb l'ajuda de l'associació Southern Nevada Off-Road Enthusiasts (SNORE). Aquell any, abans de la cursa es van fer les inspeccions dels vehicles al carrer Fremont, al districte de Fremont East. De cara a l'edició del 2011, SNORE en va vendre la franquícia a The Martelli Brothers.
El 2012, Martelli Brothers es va associar amb el veterà de la indústria de les curses de desert Casey Folks, propietari de l'organització de curses d'aquesta mena més gran del món, la Best in the Desert Racing Association. La Mint es va afegir al calendari del campionat Best in the Desert i es va segregar un nou circuit de 100 milles (160 km) de l'original de 400. El nombre d'inscripcions va augmentar fins a uns 323 equips, convertint la Mint 400 en una de les curses fora d'asfalt més grans del món. Aquell mateix any es va presentar el Method Race Wheels Pit Crew Challenge, un esdeveniment en què setze equips de box dels millors equips de camions il·limitats van competir per decidir qui tenia el millor equip de mecànics. Cadascun dels equips de tres homes rebia un gat, una pistola d'impacte i una roda de recanvi. L'equip que completava dos canvis de pneumàtics més ràpid passava a la següent ronda. Més de 10.000 espectadors aplegats al carrer Fremont van encoratjar els equips. Després de diverses rondes molt renyides, l'equip guanyador va ser el de General Tire/THR, format pels pilots Mikey Childress, Rick Johnson i el membre de l'equip tècnic James Walker.
Martelli Brothers es van separar de Best in the Desert abans de l'edició del 2020.

## Llista de guanyadors

### Quatre rodes (absolut)
A 1 de gener de 2025
| Any                     | Guanyadors                              | Temps                                   |
| ----------------------- | --------------------------------------- | --------------------------------------- |
| 1968                    | Gene Hirst i Al Halz                    | 16:01:32                                |
| 1969                    | John Johnson i Linda Johnson            | 12:19:00                                |
| 1970                    | Drino Miller i Vic Wilson               | 12:44:34                                |
| 1971                    | Fritz Kroyer i Bill Harkey              | 13:30:42                                |
| 1972                    | Fritz Kroyer i Bill Harkey              | 8:33:00                                 |
| 1973                    | Parnelli Jones i Bill Stroppe           | 9:10:00                                 |
| 1974                    | Sense cursa a causa de la crisi de 1973 | Sense cursa a causa de la crisi de 1973 |
| 1975                    | Gene Hirst i Rick Mears                 | 9:31:46                                 |
| 1976                    | Gene Hirst i Bobby Ferro                | 10:22:47                                |
| 1977                    | Malcolm Smith i Bud Feldkamp            | 9:09.30                                 |
| 1978                    | Malcolm Smith i Bud Feldkamp            | 8:59.35                                 |
| 1979                    | Bobby Ferro i Glenn Harris              | 8:34.94                                 |
| 1980                    | Jack Johnson                            | 7:38.37                                 |
| 1981                    | Ron Gardner i Bernie Mayer              | 8:18:13                                 |
| 1982                    | Jim Temple i Rolf Tibblin               | 9:32:39                                 |
| 1983                    | Jim Wright i Billy Wright               | 9:17:52                                 |
| 1984                    | Jim Wright i Billy Wright               | 9:20:31                                 |
| 1985                    | Jim Temple i Kenny Cox                  | 9:08:16                                 |
| 1986                    | Larry Ragland                           | 8:33:14                                 |
| 1987                    | Steve Sourapas i Dave Richardson        | 8:50:00                                 |
| 1988                    | Mark McMillin                           | 7:46:16                                 |
| 1989                    | Ivan Stewart                            | 9:34:40                                 |
| 1990–1994: Nissan 400   |                                         |                                         |
| 1995–2007: No disputada |                                         |                                         |
| 2008                    | Brian Collins i Chuck Hovey             | 6:36:55                                 |
| 2009                    | Andy McMillin                           | 8:27:35                                 |
| 2010                    | Roger Norman                            | 8:37:29                                 |
| 2011                    | B. J. Baldwin                           | 8:30:37                                 |
| 2012                    | Robby Gordon                            | 6:05:54                                 |
| 2013                    | Bryce Menzies                           | 6:19:59                                 |
| 2014                    | Steve Sourapas i Andy McMillin          | 6:14:29                                 |
| 2015                    | Justin Lofton                           | 5:57:38                                 |
| 2016                    | Justin Lofton                           | 5:36:10                                 |
| 2017                    | Rob MacCachren                          | 5:30:32                                 |
| 2018                    | Bryce Menzies i Jake Povey              | 5:52:03                                 |
| 2019                    | Justin Lofton                           | 5:24:26                                 |
| 2020                    | Luke McMillin i Jason Duncan            | 6:49:52                                 |
| 2021                    | Rob MacCachren i Cayden MacCachren      | 6:56:21                                 |
| 2022                    | Kyle Jergensen i Shawn Shanks           | 6:43:49                                 |
| 2023                    | Eric Hardin i Andrew Myers              | 6:46:37                                 |
| 2024                    | Adam Householder i Trevor Ellingham     | 6:46:57                                 |

1. ↑  El 1971, Fritz Kroyer i Bill Harkey van guanyar la cursa en categoria Truck (camions) i absoluta en quatre rodes, però la victòria absoluta general fou per a la parella de motociclistes Max Switzer i J. N. Roberts (Husqvarna 400), amb un temps de 9:54:5[5]
2. ↑  El 2019, la victòria absoluta a la cursa va ser per a la parella de motociclistes Ricky Brabec i Kendall Norman, amb un temps de 4:53:27

## Classes
- Heavy Metal
- Mini Metal
- Stock Bug
- Stock Full
- Unlimited Truck
- CLASS 1
- CLASS 1/2-1600
- CLASS 3
- CLASS 4
- CLASS 5
- CLASS 5-1600
- CLASS 6
- CLASS 7
- CLASS 7S
- CLASS 8
- CLASS 9
- CLASS 10
- CLASS 12
- CLASS 13
- CLASS 15
- CLASS 18
- CLASS 1450
- Ultra4 4400

## Participants destacats
La Mint 400 ha atret participants d'arreu del món, entre ells alguns noms coneguts de les curses i altres de la indústria de la televisió i el cinema: Parnelli Jones, Al Unser, Rick Mears i Rodger Ward, guanyadors de les 500 Milles d'Indianapolis; els campions de tot terreny Mickey Thompson, Ivan Stewart, Jack Flannery, Walker Evans; el competidor internacional de fora d'asfalt, Rod Hall; el campió de llanxes de motor Bill Muncey; les estrelles de cinema i televisió James Garner, Steve McQueen, Larry Wilcox i Patrick Dempsey; el còmic Mort Sahl; l'astronauta Gordon Cooper i el músic de rock Ted Nugent. Jay Leno va córrer amb Jerry Zaiden de Camburg Racing; Heavy D i Diesel Dave del programa de Discovery Channel Diesel Brothers van competir a l'edició del 2017. La cursa de Heavy D i Diesel Dave a la Mint 400 es va emetre al programa a l'episodi "Race Against the Machine" de la temporada 3.

## Les noies de la Mint 400

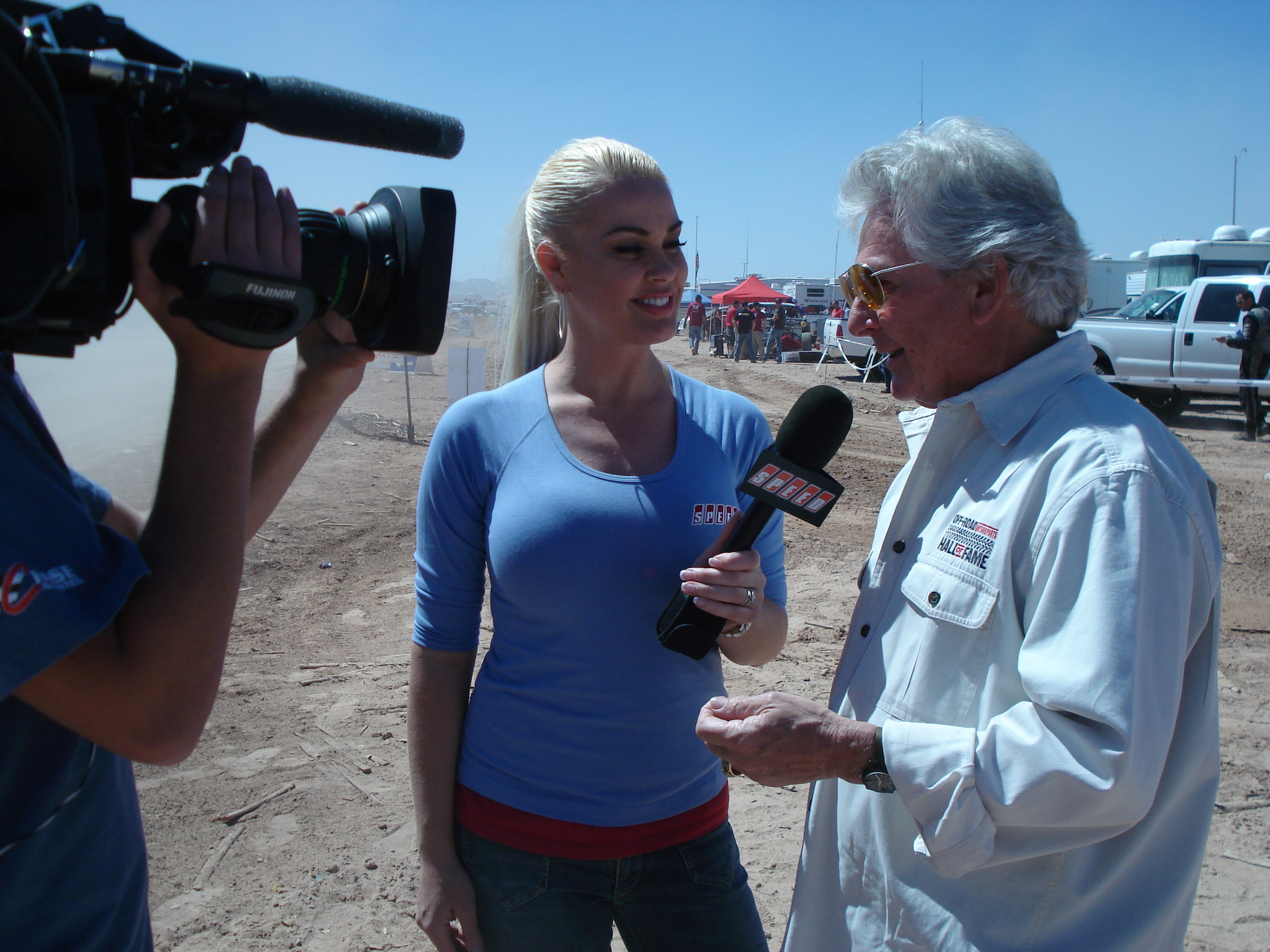
K. J. Howe, antic director de cursa de la Mint 400, entrevistat per Genevieve Chappell el 2009

El 1972, K.J. Howe, executiu del l'hotel Mint i director de cursa de la Mint 400 durant molt de temps, va concebre «The Girls of the Mint 400» per tal d'afegir glamur a la cursa i aprofundir en les relacions públiques. Cada any, el comitè de curses de l'hotel Mint escollia un grup de dones que presidien les activitats de l'esdeveniment. Els representants dels mitjans locals ajudaven a seleccionar deu finalistes d'entre els centenars d'inscripcions rebudes de concursants d'arreu dels Estats Units, Canadà, Mèxic i Europa. El comitè de curses de Mint en seleccionava les cinc guanyadores, que esdevenien "les noies de la Mint 400" (Mint 400 girls).
Al llarg dels anys, entre aquestes noies hi va haver celebritats com ara l'actriu Lynda Carter i l'hostessa del concurs televisiu Wheel of Fortune Vanna White. D'altres, com ara Tracy Vaccaro i Dona Speir, van aparèixer més tard a les pàgines centrals del Playboy; Vickie Reigle va aparèixer a la portada d'aquesta publicació després d'haver estat noia de la Mint 400. Lisa Soulé, Anita Merritt, Angela Aames, Lisa Hunter i Suzanne Regard van aparèixer posteriorment en diverses pel·lícules i sèries de televisió, així com en campanyes publicitàries del Mint Hotel & Casino.
Quan la prova es va recuperar, es va fer el mateix amb el concurs Miss Mint amb l'objectiu de convertir-lo en el concurs de bellesa per excel·lència dels esports de motor. El 2012, les dotacions dels premis es van incrementar dràsticament, la qual cosa va fer augmentar a gairebé el doble el nombre de participants respecte d'anys anteriors. Les aspirants se sotmetien a una combinació de vots en línia i vots dels jutges. Després d'un concurs en línia amb votació en línia, en van quedar tres finalistes. La guanyadora va ser Vanessa Golub-Ferrara, que obtingué així el títol de The 2012 General Tire Miss Mint.

## A la cultura popular
La novel·la Fear and Loathing in Las Vegas de Hunter S. Thompson descriu la cursa de 1971 en un dels primers casos més coneguts de periodisme gonzo. La cursa també apareix a la pel·lícula homònima de 1998, basada en el llibre de Thompson, Fear and Loathing in Las Vegas (traduïda al català com a Por i fàstic a Las Vegas).
Les edicions de 2010 i 2011 de la Mint 400 es van retransmetre a Fuel TV, mentre que la de 2012 es va retransmetre al canal Speed.